# Argonectes robertsi
Argonectes robertsi es una especie de peces de la familia Hemiodontidae en el orden de los Characiformes.

## Morfología
Los machos pueden llegar alcanzar los 28,8 cm de longitud total.

## Reproducción
Es ovíparo.

## Hábitat
Es un pez de agua dulce y de clima tropical.

## Distribución geográfica
Se encuentran en Sudamérica:  cuencas de los ríos  Tapajós,  Xingu,  Tocantins, y  capilar en Brasil.